# Miss Slovenije 2003
Miss Slovenije 2003 je bilo lepotno tekmovanje, ki je potekalo 14. septembra 2003 v Linhartovi dvorani Cankarjevega doma v Ljubljani.
Organizirali so ga mariborska agencija Videoton Geržina, POP TV in Slovenske novice s prilogo Ona. Na 6 regionalnih izborov se je prijavilo 160 deklet, sprejeli so jih manj kot 100.
Tiaro za zmagovalko je oblikovala Helena Umberger, izdelala pa Zlatarna Celje. Lento je zmagovalki nadel predsednik žirije Pavel Vrabec s POP TV.
Voditelj je bil Sebastian Cavazza z videzom Nea, glavnega junaka filma Matrica.

## Sponzorske nagrade na regionalnih izborih in v polfinalu
Tekmovalke na regionalnih izborih so dobile kopalke Beti, če so prišle v polfinale, pa še dodatne in pa obutev znamk Peko in Kopitarna Sevnica, darila Term Olimia in izdelke za nego nohtov Jessica. Polfinale je bilo v termalnem parku Aqualuna v Termah Olimia.

## Finale

### Uvrstitve in nagrade
- Zmagovalka in miss ONA Tina Zajc, 19 let, študentka, Ljubljana, dobila je avto Peugeot 206 CC, briljantni prstan (Henkel Maribor), komplet kovčkov Samsonite (Merit International) in uro Certina (Anim International).
- 1. spremljevalka Sandra Makovec, 23 let, študentka, Maribor
- 2. spremljevalka Nives Brauner, 16 let, dijakinja, Maribor
- Miss interneta Vesna Vitrih, 23 let, absolventka, Muta
- Miss fotogeničnosti Jasna Vukašin, 19 let, dijakinja, Maribor

Finalistke so dobile še dodatne kopale Beti, poleg tega pa obutev Lopatec, Kopitarna Sevnica in Peko. Spremljevalke so dobile ure Certina, oblačila Urko in Moda Bravo ter beljenje zob z izdelki Brite Smile.

### Glasbeniki
Nastopili so Tinkara Kovač, Alenka Godec, Pika Božič, Jan Plestenjak ter skupine Unique, BBT in Game Over.

### Sodelavci in sponzorji
Tekmovalke so bivale v hotelu Krona v Domžalah. V treh izhodih so predstavile obutev (Lopatec, Kopitarna in Peko), ure (Certina), nakit (Zlatarna Celje), modne dodatke (Pavli), oblačila (Urko iz Kamnika, Moda Bravo iz Nove Gorice), kopalke (Beti Metlika) in izdelke za nego nohtov (Jessica). Oblačila za tiskovno konferenco je prispeval Emporium.
Koreografa sta bila Miha Lampič in Marjan Podlesnik, fotograf je bil Vili Klemenčič, stilistka je bila Barbara Juvan, frizerji so bili iz mariborskega salona Stanka, vizažisti so bili iz mariborskega salona Beauty Center, producenta pa sta bila Petar Radović in Vesna Perona s POP TV.

## Miss Sveta 2003
Svetovni izbor je bil 6. decembra v letovišču Sanya na jugu Kitajske. Glasovanje je potekalo tudi na missworld.org.
Pred tekmovanjem je Tina Zajc sodelovala z vizažistko Ksenijo Pehlič in frizerko Stanko Marovt iz prej omenjenih salonov, kot sponzorji so se pridružili še kozmetika Dior, Lisca Sevnica in Rašica.
Obleko za zmagovalko so izbirali 14. oktobra v dvorani Union v Ljubljani na izboru v organizaciji priloge Ona. Prvo nagrado je dobila obleka Stanke Blatnik in Catbriyurja.